# Беляев, Иван Николаевич
Ива́н Никола́евич Беля́ев (23 апреля 1923, Волково, Благовещенский район, Амурская область, СССР — 16 февраля 2008, Смоленск, Россия) — полковник Советской Армии, участник Великой Отечественной и советско-японской войн, смоленский историк-краевед, почётный гражданин Смоленска.

## Биография
Иван Беляев родился 23 апреля 1923 года в селе Волково Благовещенского района Амурской области в семье крестьянина. Окончил школу-семилетку в Благовещенске, затем в 1940 году — областную школу почтово-телеграфных работников. Работал начальником отделения связи посёлка Чегдомын Верхнебуреинского района Хабаровского края. В феврале 1942 года Беляев был призван на службу в Рабоче-крестьянскую Красную Армию. В 1944 году он окончил офицерские курсы младших лейтенантов войск связи. Принимал участие в боевых действиях в ходе Великой Отечественной и советско-японской войн.

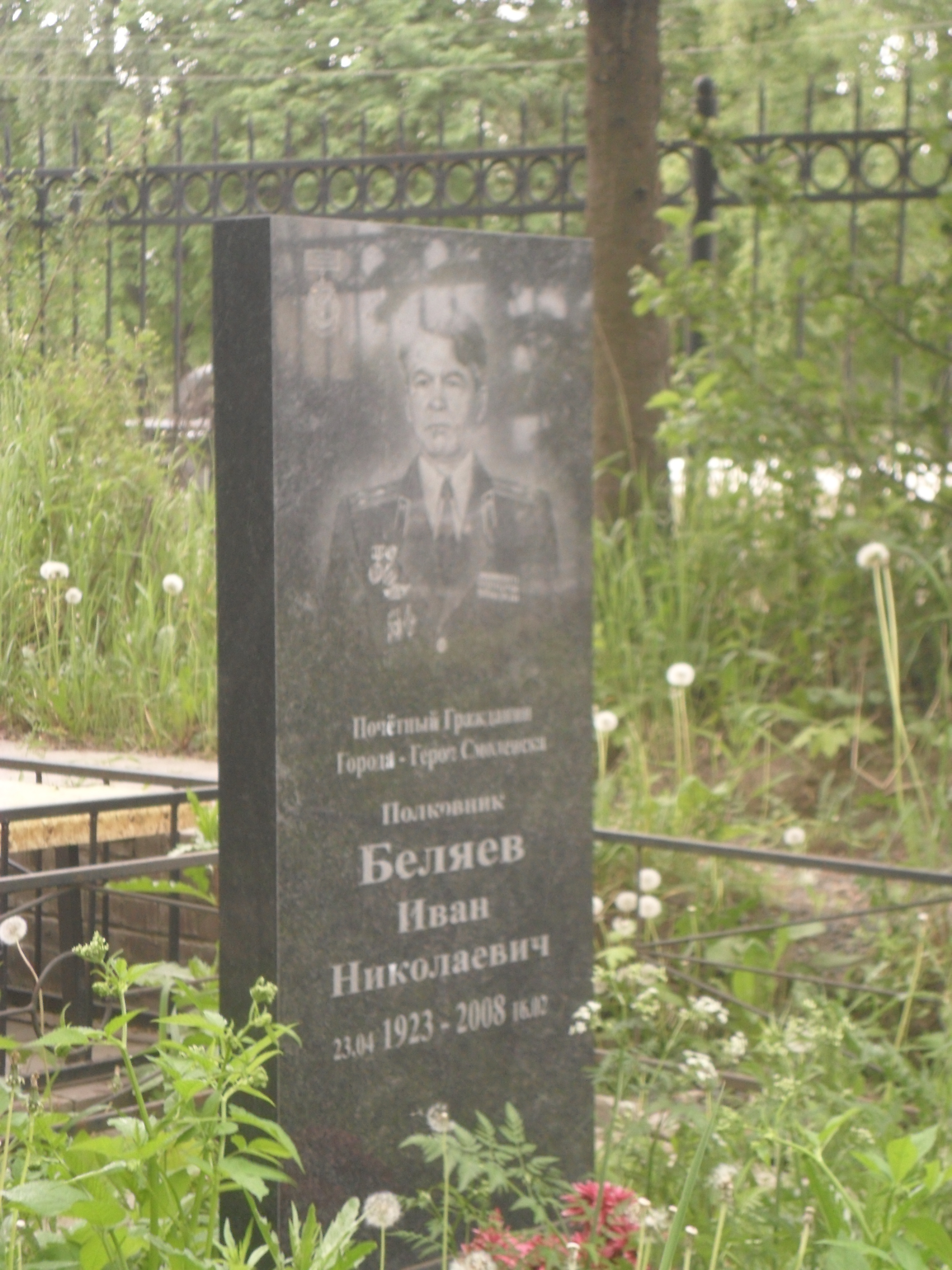
Могила Беляева на Братском кладбище Смоленска.

После войны Беляев продолжил службу в Советской Армии, служил в Дальневосточном, Ленинградском, Прикарпатском, Белорусском, Московском военных округах, на Балтийском флоте. В 1951 году он окончил педагогическое училище, в 1955 году — Высший военно-педагогический институт имени Калинина в Ленинграде, после чего стал кадровым армейским политработником. В 1960—1970 годах Беляев служил в 50-й ракетной армии РВСН, штаб которой располагался в Смоленске. С 1966 года он постоянно проживал и работал в этом городе. В 1970—1973 годах Беляев преподавал в Смоленском высшем зенитно-ракетном инженерном училище (ныне — Военная академия войсковой ПВО ВС РФ имени маршала Василевского). В 1973 году в звании полковника Беляев был уволен в запас.
С февраля 1974 по октябрь 1985 года Беляев возглавлял Университет марксизма-ленинизма Смоленского обкома КПСС. По его инициативе там был создан единственный в СССР факультет по подготовке краеведов и кафедра краеведения. Беляев активно занимался научно-исследовательской работой в области истории и современности Смоленщины, в частности, увековечением боевых и трудовых подвигов уроженцев и жителей области. Он является автором более 30 научно-популярных книг, посвящённой этой тематике, ряда публикаций в журналах и газетах. Многократно выступал на научных конференциях и по радио. Беляев стал создателем концепции почётного гражданства, которая получила признание в научных кругах.
Решением Смоленского горсовета от 26 апреля 2002 года за «большой вклад в изучение героической истории города Смоленска, патриотическое, нравственное и интернациональное воспитание молодежи, активное участие в общественной и культурной жизни города» Иван Беляев был удостоен высокого звания «Почётный гражданин города-героя Смоленска».
Беляев скончался 16 февраля 2008 года. Похоронен на Братском кладбище Смоленска.
Заслуженный работник культуры Российской Федерации (1997), член Союза журналистов РФ, Союза писателей РФ (2001), доктор исторических наук. 23 апреля 2009 года на доме № 32 по улице Раевского в Смоленске, где последние годы жизни жил Беляев, установлена мемориальная доска.

## Произведения
- «Хроника солдатской славы» (1970)
- «Героические подвиги Смолян в годы Великой Отечественной войны» (1971)
- «Воины-зенитчики — Герои Советского Союза» (1975)
- «Золотые звёзды смолян» (1978)
- «Солдатская слава смолян» (1980)
- «Прописаны навечно» в трёх частях (1985, 1986, 1989)
- «На службе Отечеству: смоляне-военачальники, генералы, адмиралы» (1988)
- «Честь и слава — по труду» (1990)
- «В парадном строю победителей» (1995)
- «Почётные граждане г. Смоленска. 1865—1997 г.г.» (1998)
- «Золотые звёзды родного края. Новые имена» (1999)
- «Память огненных лет. Опыт энциклопедического путеводителя по военной истории Смоленщины» (2000)
- «Смоляне в истории Российского Флота» (2000)
- «Два века почётного гражданства России» (2001)
- «Адмирал П. С. Нахимов и Смоленский край» (2002)
- «Подвижники земли Смоленской. Библиографический справочник об исследователях родного края» (2003)
- «Профессия — Родину защищать. Смоляне — высшие офицеры Вооружённых Сил СССР, Российской Федерации. Энциклопедический справочник» (2005)
- «Времён минувших память» (2006)
- «Почётным гражданином избран. Почётные Граждане городов, районов Смоленщины 1865—2007 г.г. Энциклопедический словарь» (2008)